# Eriocaulon lanatum
Eriocaulon lanatum är en gräsväxtart som beskrevs av H.E.Hess. Eriocaulon lanatum ingår i släktet Eriocaulon och familjen Eriocaulaceae.
Artens utbredningsområde är Angola. Inga underarter finns listade i Catalogue of Life.